# キッセイ薬品工業

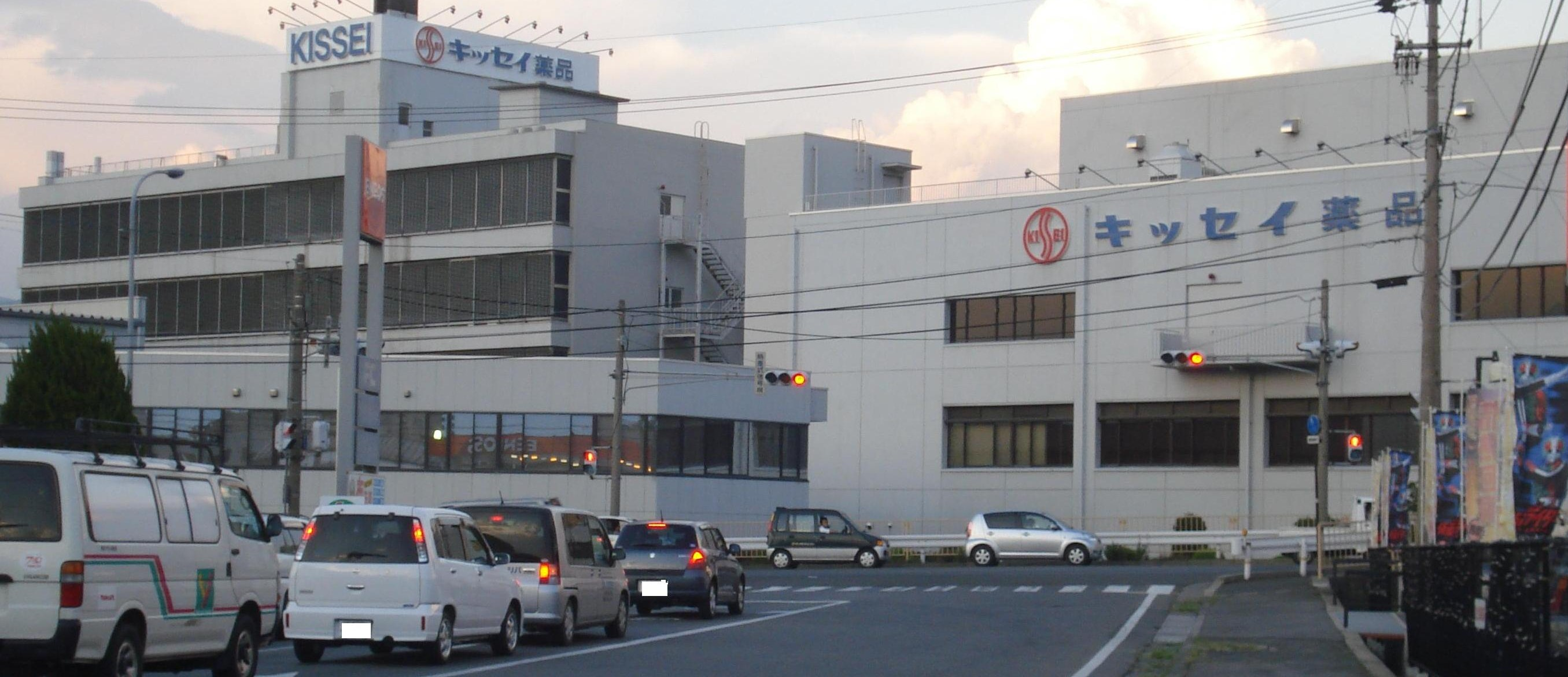
本社正面

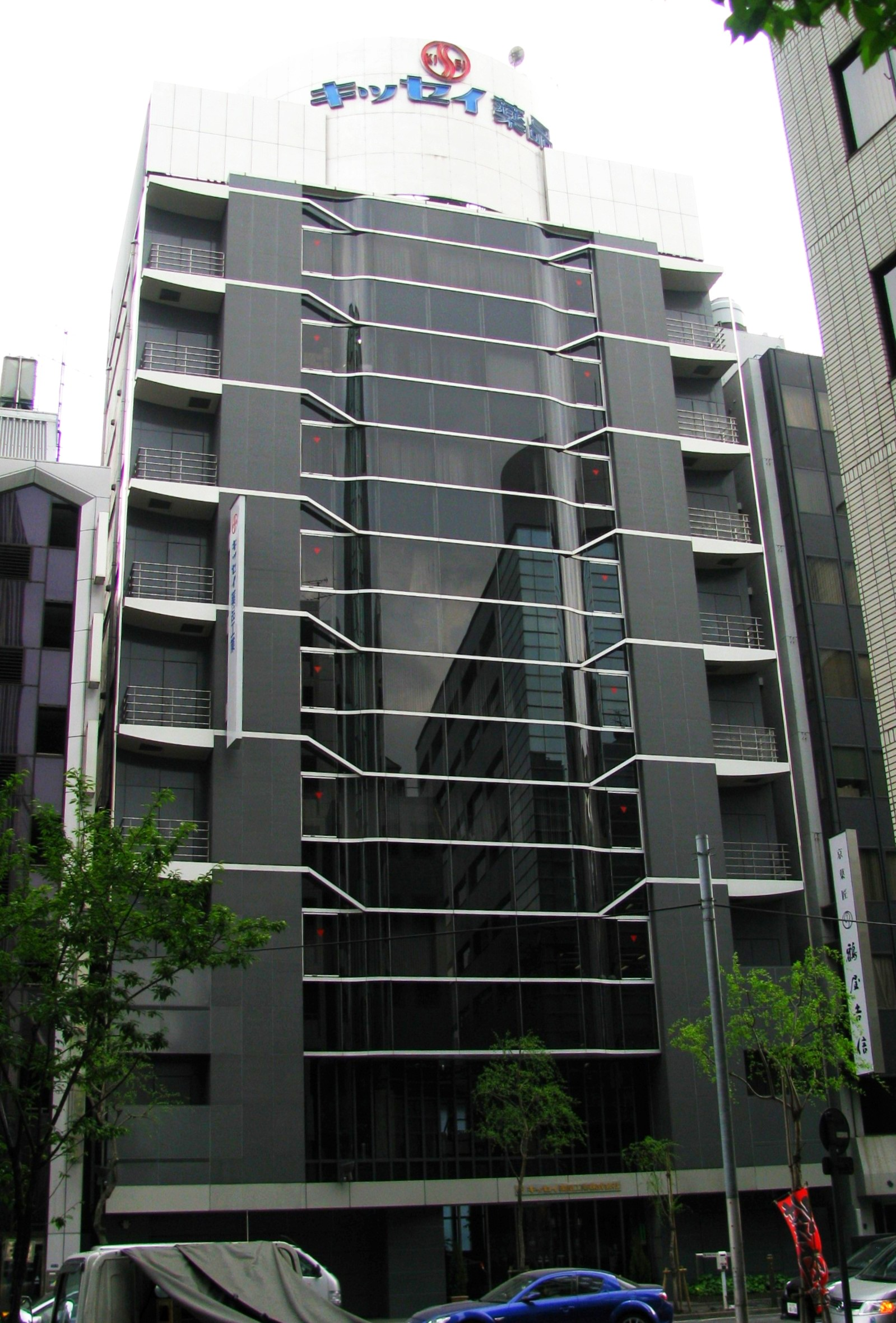
東京本社（2011年4月16日）

キッセイ薬品工業株式会社（キッセイやくひんこうぎょう）は、長野県松本市芳野に本社を置く医薬品メーカーである。

## 概要
1946年（昭和21年）8月9日、株式会社 橘生化学研究所（たちばな せいかがくけんきゅうじょ）として創業。
重点領域を泌尿器、腎・透析領域およびアンメットメディカルニーズとし、医療機関向け医薬品を主とする製薬メーカーである。
キャッチフレーズは『明日の健康を見つめる キッセイ薬品』で、テレビCMなどに使用されている。
なお近年では、ヘルスケア事業部を中心に、たんぱく質を調整した炊飯用・無洗米　「キッセイゆめシリーズ」を発売し、介護・高齢者を対象とした治療用特殊食品事業にも参入している。

## 沿革
- 1946年（昭和21年） - 株式会社橘生化学研究所創設。
- 1947年（昭和22年） - 橘生薬品工業（きっせいやくひんこうぎょう）株式会社と改称。
- 1964年（昭和39年） - キッセイ薬品工業株式会社と改称。
- 1969年（昭和44年） - 中央研究所（松本市）完成。
- 1969年（昭和44年） - 中央研究所建設（松本市）。
- 1973年（昭和48年） - 中央研究所増設（松本市）。
- 1980年（昭和55年） - 製剤工場建設。
- 1985年（昭和60年） - キッセイコムテック株式会社設立。第二研究所建設。
- 1986年（昭和61年） - 製剤工場増設。
- 1988年（昭和63年） - 東京証券取引所第2部に上場。
- 1990年（平成2年） - 食品事業室開設。中央研究所竣工（安曇野市）・移転。
- 1991年（平成3年） - 東京証券取引所第1部に上場。キッセイ情報センター竣工。
- 1992年（平成4年） - 名古屋支店自社ビル竣工。
- 1993年（平成5年） - 松本工場第三製剤棟竣工。
- 1994年（平成6年） - 塩尻工場竣工。
- 1995年（平成7年） - 東京本社（日本橋）開設。仙台支店自社ビル竣工。第一品質管理棟竣工。
- 1996年（平成8年） - 創立50周年。「キッセイ薬品50年史」発行。製剤研究所竣工。
- 1997年（平成9年） - 東京本社（小石川）開設。米国キッセイ株式会社設立。札幌支店自社ビル竣工。
- 1999年（平成11年） - 第二研究所増設。環境基本方針制定。
- 2001年（平成13年） - ヘルスケア事業センター竣工。
- 2004年（平成16年） - キッセイアメリカ株式会社（Kissei America, Inc.）設立。
- 2007年（平成19年） - 上越化学研究所完成。中央研究所増設。
- 2010年（平成22年） - 本社本部棟完成。
- 2013年（平成25年） - 第二研究所増設。
- 2016年（平成28年） - 創立70周年。
- 2025年（令和7年） - 日本橋オフィスの機能を小石川オフィスへ移し、東京本社を集約

## 事業内容
- 医療用医薬品の研究・開発・製造・販売　外部参照 - キッセイ薬品が取り扱うお薬の情報～くすりのしおり～
- 治療用特殊食品の開発・販売（ヘルスケア事業）
外部参照 - ヘルスケア事業部オフィシャル・サイト

## 主要商品
- ピートル（高リン血症治療薬）
- ドメナン（気管支ぜんそく治療薬）
- リザベン（アレルギー性疾患治療薬、点眼：アレルギー性結膜炎治療薬）
- グルファスト（糖尿病治療薬）
- グルベス（糖尿病治療薬）
- ユリーフ（前立腺肥大症に伴う排尿障害の改善）
- ベザトール（高脂血症治療薬）
- ウテメリン注・錠（切迫早・流産治療薬）
- サラジェン錠（口腔乾燥症状改善薬）

## 事業所
- 本社（長野県松本市）
- 東京本社（東京都文京区小石川）
- 中央研究所、製剤研究所（長野県安曇野市）
- 第2研究所（長野県安曇野市）
- 上越化学研究所（新潟県上越市）
- 松本工場（長野県松本市）
- 塩尻工場（長野県塩尻市）
- ヘルスケア事業センター（長野県塩尻市）

## 広告・宣伝活動
キッセイ薬品における宣伝活動は企業広告が中心で、特にテレビCMに関してはテレビ朝日系列などで番組提供をしており、それらの番組でCMを見ることができる。

### テレビ

#### 企業CM
キッセイ薬品の企業スポットCMの統一テーマは「健康」であるが、主に自然をテーマにしたCMが多く制作されている。
CMの最後には「明日の健康を見つめる キッセイ薬品」のロゴグラフィックが表示され、女性の歌声で「♪キッセイ、薬品♪」のサウンドロゴとともに締める。
放映されるCMは複数のバージョンが制作されており、各30秒でバージョンごとに一部映像が異なる。なお、2007年（平成19年）制作の『清流篇』以降はハイビジョン制作となっている。
CMは現在放映中のものに限り、ホームページ でも見ることができる。

#### 主な提供番組
- 羽鳥慎一モーニングショー（テレビ朝日系、月 - 金曜 8:00 - 9:55）金曜日提供

このほか、テレビ朝日系列及びBS朝日で放送されるスポーツ中継、特別番組（一部番組を除く）にて提供することもある。

##### 過去の提供番組
- キッセイスペシャル（長野朝日放送・テレビ朝日系、後述）
- ニュースステーション（テレビ朝日系、2004年（平成16年）3月26日放送終了）※最終週まで木曜日（報道STATIONに継続）
- 報道ステーション（テレビ朝日系、月 - 金曜 21:54 - 23:10）木曜日提供
（21:54 - 22:40の時間帯、週ごとに序盤・中盤パート入れ替え）2004年4月番組開始 - 2015年3月26日
- ABCテレビ制作火曜20時の番組（テレビ朝日系） - たけしの万物創世紀、たけし・所のWA風がきた!など。
- ABCテレビ制作金曜21時の番組（テレビ朝日系） - 素敵にドキュメント、驚きももの木20世紀など。
- 旅の香り〜四季の名宿めぐり〜（テレビ朝日系、2009年（平成21年）9月27日放送終了）
- びっくりハンター〜運命の月曜日〜（テレビ朝日系）
- ビートたけしのTVタックル（テレビ朝日系）
- BBC地球伝説（BS朝日[注釈 1]、月 - 金曜 20:00 - 20:50） - 2015年3月→「ネイチャードキュメント奇跡の地球紀行」（同局土曜 18:54 - 20:54） - 2015年4月4日 - 「BBC地球伝説｣の構成変更に伴い提供番組を移動･変更。
- スーパーベースボール (テレビ朝日系列)
  - 阪神タイガースVS読売ジャイアンツ戦（阪神甲子園球場、ABC製作）
  - オールスターゲーム、日本シリーズ、日米野球（曜日、年度によって提供の可否が異なる）
- NNNきょうの出来事（日本テレビ系）
- FNNスーパータイム（フジテレビ系）
- 世界の村で発見!こんなところに日本人（ABC制作・テレビ朝日系、火曜 21:00 - 21:54）[注釈 2]
- パネルクイズ アタック25（ABC制作・テレビ朝日系、日曜 13:25 - 13:55）[注釈 3]
- 奥さまはホームドクター（テレビ信州[注釈 4]、月曜 - 金曜 15:50 - 15:55）月曜・水曜・金曜提供

など

#### キッセイスペシャル
キッセイスペシャル（Kissei Special）は、長野朝日放送（abn）が数年おきに制作・放送しているドキュメンタリー特別番組。1994年（平成6年）から制作、長野県の自然や文化をテーマに制作。テレビ朝日系列全国ネット、もしくは長野県ローカルで放送されている。2011年（平成23年）の放送で6回目となる。
第4回（2006年（平成18年））よりハイビジョン（HDTV）による制作となっている。
第1回「水と大地のシンフォニー」
- 放送日時：1994年（平成6年）6月26日、16:00 - 17:25（日曜ワイド枠）
- 出演：香川照之、恩田麻美
- ナレーター：坂東八十助

第2回「風の谷の子どもたち 信州 いのちの四季」
- 放送日時：1996年（平成8年）12月22日、14:00 - 15:25（サンデープレゼント枠）
- 出演：平田満

第3回「サイエンスメルヘン 最後の桃源郷フンザ」
- 放送日時：1999年（平成11年）1月15日、10:30 - 11:25
- 出演：阿木燿子
- ナレーター：渡辺篤史

第4回「ふしぎの森の冒険　母子グマ　愛と感動物語」
- 放送日時：2006年（平成18年）1月9日、10:30 - 11:25
- 出演：鶴田真由
長野朝日放送がこの年に地上デジタル放送を開始するのに伴い、ここからハイビジョンによる制作となった。

第5回「日本のふるさと信州 4つの小さな物語」
- 放送日時：2009年（平成21年）6月28日、15:00 - 15:55
- 出演：中本賢
この年は長野地区ローカル放送だった。

第6回「安曇野わんぱく日和 〜槍ヶ岳に挑む・湧水に遊ぶ・田園列車の旅〜」
- 放送日時：2011年（平成23年）5月29日、14:00 - 15:25（サンデープレゼント枠）※生放送
- 司会：地井武男、乙葉
- 出演：中本賢、華恵（エッセイスト）、海野和男（昆虫写真家）
- リポーター：松坂彰久、草田敏彦、藤井学、冨岡美希、平沢幸子（以上、abnアナウンサー）
長野朝日放送開局20周年記念特別番組として放送された。また今回の放送における表記はキッセイ薬品スペシャルとなった。
司会には、当時テレ朝の人気番組だった『ちい散歩』（abnにもネット）の散歩人で人気を博した地井が抜擢された。
またこの年のデジタル完全移行に伴い、終了を2か月後に控えたアナログ放送（NTSC）ではレターボックスサイズによる放送となった。
さらに、地井がテレビ生放送で司会をした、事実上最後の番組ともなった（翌2012年6月に70歳で死去）。

### イベント・文化事業
- サイトウ・キネン・フェスティバル松本（毎年秋）
- 信毎健康フォーラム（信濃毎日新聞主催）
- 松本山雅FC（Jリーグ） - 2010年（平成22年）より試合用ユニフォームの左袖スポンサーを務めている。
- 長野県松本文化会館（2012年（平成24年）7月より命名権を取得し「キッセイ文化ホール」の愛称を持つ）

## 社会貢献
- サイトウ・キネン財団
- 公益財団法人神澤医学研究振興財団

## 関連人物
- 三沢拓 - アルペンスキー選手、トリノ、バンクーバーと2大会連続でパラリンピック出場。本社社員[5][6]。

## 関係会社
地名の特記事項がないものは長野県松本市に本社を置く。
- Kissei America, INC.（ アメリカ合衆国現地法人）
- キッセイ商事株式会社 - 商社事業・保険代理店・食品の製造・販売など
- キッセイコムテック株式会社 - システム開発
- ハシバテクノス株式会社 - 総合建設・不動産・不動産管理業